# Śrem
Śrem (německy Schrimm) je město v Polsku ve Velkopolském vojvodství, správní středisko stejnojmenného okresu a stejnojmenné městsko-vesnické gminy. Nachází se asi 42 km jihovýchodně od Poznaně, 205 km severozápadně od Lodže a asi 318 km jihozápadně od Varšavy. V roce 2024 zde žilo 27 640 obyvatel.

## Poloha
Protéká tudy řeka Warta, nachází se zde rovněž několik jezer. Procházejí tudy vojvodské silnice 310, 432, 434 a 436, v blízkosti nejsou žádné rychlostní, státní silnice ani dálnice. Sousedními městy jsou Czempiń, Dolsk, Kórnik, Krzywiń, Książ Wielkopolski a Środa Wielkopolska.

## Historie
První písemná zmínka o městě pochází z roku 1136. V době koruny království polského měl Śrem status královského města.

## Památky
- Kostel blahoslaveného Michała Kozala
- Kostel svatého Jana z Dukly
- Kostel Nejsvětějšího Srdce Ježíšova
- Kostel svaté Moudrosti Boží
- Kostel svatého Ignáce z Loyoly
- Kostel Ducha svatého
- Kostel Narození Panny Marie
- Kostel Nejsvětější Panny Marie Nanebevzaté